# Molledo
Molledo ist eine Gemeinde in der spanischen Autonomen Region Kantabrien. Sie grenzt im Norden und Westen an die Gemeinde Arenas de Iguña, im Süden an Bárcena de Pie de Concha und San Miguel de Aguayo, im Osten an Luena. Diese Gemeinde hat auch eine Enklave zwischen Bárcena de Pie de Concha und Pesquera.
Die Bevölkerung von Molledo erlebt einen Rückgang aufgrund von Abwanderung, niedriger Geburtenrate und Überalterung. Die treibende Kraft der lokalen Wirtschaft basiert, abgesehen vom Primärsektor, auf den nahegelegenen Industriezentren: Torrelavega, Los Corrales de Buelna und Reinosa.

## Orte
- Cobejo
- Helguera
- Molledo (Hauptsitz)
- San Martín de Quevedo
- Santa Cruz
- Santa Olalla
- Silió

## Bevölkerungsentwicklung
| 1842  | 1900  | 1950  | 1981  | 1991  | 2001  | 2011  |
| ----- | ----- | ----- | ----- | ----- | ----- | ----- |
| 2.627 | 2.721 | 3.069 | 2.369 | 2.154 | 1.848 | 1.616 |

## Persönlichkeiten
- Leonardo Torres Quevedo (1852–1936), Ingenieur und Mathematiker
- Federico Saiz (1912–1989), Fußballspieler